# معرشحور
معرشحور قرية في محافظة حماة في سورية. تقع شمال شرق مدينة حماة.